# Bruno Raute
Friedrich Emil Bruno Raute (* 21. November 1865 in Riestedt; † 24. August 1943 in Bad Schwartau) war ein deutscher Buchdrucker und Journalist.

## Leben und Wirken
Bruno Raute war ein Sohn von Friedrich Christian Raute und dessen Ehefrau Wilhelmine Theresia, geborene Hoffmann. Der Vater arbeitete als Stabstrompeter beim Festungs-Artillerie-Regiment Magdeburg. Im Alter von 20 Jahren zog er nach Ratzeburg, wo er als Redakteur der Druckerei H.H.C. Freystatzky arbeitete. Am 15. September 1891 heiratete er die Tochter des Besitzers und Enkelin des Firmengründers, Friederike Anna Emilie Freystatzky, mit der er zwei Kinder hatte.
Nach dem Tod seiner Schwiegermutter leitete Raute ab 1900 das Unternehmen. Dabei erweiterte er die Lauenburgische Zeitung, die er bald täglich herausgab. In Ratzeburg wirkte er früh als Stadtverordneter und späterer Senator und für viele Jahre als stellvertretender Bürgermeister. Ab 1918 fungierte er als Kommissionsrat.
Bruno Raute starb am 24. August 1943 in Bad Schwartau.

## Werke
Bruno Raute und Hans Ferdinand Gerhard gründeten 1925 den Lauenburgischen Heimatverlag und gaben die Zeitschrift Lauenburgische Heimat heraus. An einem Großteil der im Verlag erschienenen Publikationen hatte Raute großen Anteil. Dazu gehörte die auf einer ursprünglich von Ludwig Hellwig 1910 geschriebene Chronik der Stadt Ratzeburg, die Raute um die Jahre bis 1929 fortschrieb und neu verlegte. 1933 beschrieb er in einem eigenen Buch „Die Neubürger der Stadt Ratzeburg von 1601 bis 1871“, an dem sich später Autoren vergleichbarer Nachschlagewerke orientierten.
Bruno Raute erarbeitete die Grundlagen für ein Buch über Lauenburger Häuser. Diese Werke und seinen Nachlass übernahm später das Stadtarchiv Ratzeburg.